# Donske (Crimea)
|  | Per a altres significats, vegeu «Donskoie». |

Donske (en (ucraïnès): Донське) és un poble de la República Autònoma de Crimea a Ucraïna, que el 2014 tenia 1.997 habitants. Pertany al districte de Simferòpol.